# Lachenalia macgregoriorum
Lachenalia macgregoriorum är en sparrisväxtart som beskrevs av Winsome Fanny 'Buddy' Barker. Lachenalia macgregoriorum ingår i släktet Lachenalia och familjen sparrisväxter. Inga underarter finns listade i Catalogue of Life.